# De Poel (Amstelveen)

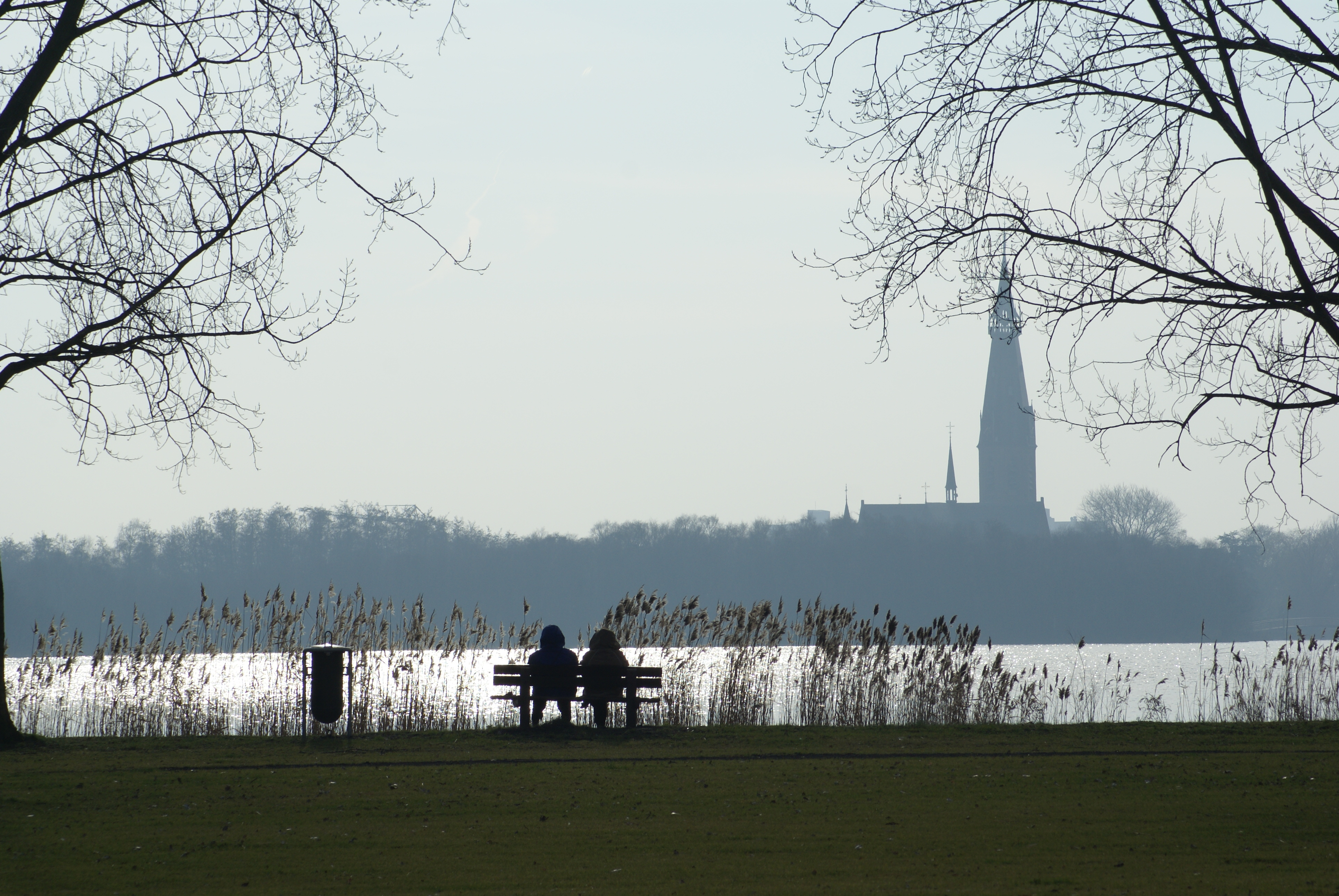
Bankje aan de Poel in 2011. Op de achtergrond het silhouet van de Sint-Urbanuskerk in Bovenkerk

De Poel is een poel die iets ten westen van het oude dorp Amstelveen ligt en ten noorden van het ook tot die gemeente behorende Bovenkerk. Het meer is ontstaan als gevolg van veenafgravingen in de 19e eeuw. In tegenstelling tot vele andere poelen in de omgeving zoals de Bovenkerkerpolder is de Poel nooit ingepolderd.
Het aan het Amsterdamse Bos grenzende meer is op meerdere plekken vrij ondiep, maar wordt wel voor watersport gebruikt. De Poel behoort door de ligging naast het Bos tot de ecologische hoofdstructuur van Noord-Holland, de Groene As.
Aan de noordoever heeft tot 1994 een openluchtzwembad gelegen, de Poeloever. Aan de oostelijke oever vindt men het restaurant Aan de Poel, dat met twee Michelinsterren bekroond is, alsook het Raadhuis Amstelveen.
Langs de oostzijde van het meer loopt het baanvak van de Electrische Museumtramlijn Amsterdam. Aan de westzijde bevindt zich een natuurgebied met de naam Oeverlanden.
Ten noordwesten van De Poel ligt het Bloesempark.